# Samsunspor (basket-ball)
Maillots
Samsunspor est la section basket-ball du club omnisports turc de Samsunspor. La section est fondée en 1965 et basée à Samsun. Ses couleurs sont le rouge et le blanc. Le noir est ajouté en hommage à la suite d'un accident de la section football en 1989 qui a causé la mort de son entraîneur Nuri Asan (en) et trois de ses joueurs. Le club est présidé depuis 2018 par Yüksel Yıldırım (tr).
L'équipe de basket-ball joue en deuxième division du championnat turc (Türkiye Basketbol Ligi (en)). Elle dispute ses matchs à la salle des sports Mustafa Dağıstanlı, nom donné en hommage au lutteur double médaillé d'or olympique et triple champion du monde originaire de la ville de Samsun.

## Palmarès
- Championnat de Turquie D2
  - Vainqueur: 1972
- Coupe d'Anatolie (tr)
  - Vainqueur : 1970